# Leiochrides branchiatus
Leiochrides branchiatus är en ringmaskart som beskrevs av Hartman 1971. Leiochrides branchiatus ingår i släktet Leiochrides och familjen Capitellidae. Inga underarter finns listade i Catalogue of Life.